# Steven Caldwell
Steven Caldwell (Stirling, 1980. szeptember 12. –) skót labdarúgó, aki jelenleg a Burnleyben játszik hátvédként.

## Pályafutása

### Newcastle United
Caldwell a Newcastle Unitedben kezdte a pályafutását. 1998-ban kapott profi szerződést a csapattól, de állandó helyet nem tudott szerezni magának. A Blackpoolban, a Bradford Cityben és a Leeds Unitedben is megfordult kölcsönben. 2004-ben szerződést bontott vele a Newcastle.

### Sunderland
A Sunderland szerződtette le, ahol nagyszerű párost alkotott Gary Breennel. 2005. április 23-án győztes gólt szerzett a Leicester City ellen. ezzel a győzelemmel csapata feljutott a Premier League-be. A 2006/07-es szezon során több sérülés hátráltatta, ráadásul Roy Keane menedzserrel is összeveszett, így akkor is ritkán játszott, ha egészséges volt. Ezért 2007 januárjában távozott a csapattól.

### Burnley
A Sunderland a Burnley és a Coventry City 400 ezer fontos ajánlatát is elfogadta. Caldwell végül a Burnleyt választotta. Az átigazolási időszak vége előtt kilenc órával írt alá a csapathoz. Nem sokkal később megkapta a csapatkapitányi karszalagot a klub menedzserétől. 2009-ben csapatával feljutott a Premier League-be.

## Válogatott
Caldwell 2001 óta tagja a skót válogatottnak, de eddig mindössze 10 mérkőzésen kapott lehetőséget. Helyette általában testvére, Gary lép pályára.

## Külső hivatkozások
- Steven Caldwell pályafutásának statisztikái a Soccerbase oldalon (angolul)

- Steven Caldwell adatlapja a Bradford City honlapján
- Steven Caldwell adatlapja a Burnley honlapján

## Fordítás
- Ez a szócikk részben vagy egészben  a   Steven Caldwell című angol Wikipédia-szócikk fordításán alapul.  Az eredeti cikk szerkesztőit annak laptörténete sorolja fel. Ez a jelzés csupán a megfogalmazás eredetét és a szerzői jogokat jelzi, nem szolgál a cikkben szereplő információk forrásmegjelöléseként.